# يوهان فايفر
يوهان فايفر (بالألمانية: Johann Pfeiffer)‏ (و. 1697 – 1761 م) هو ملحن ألماني، ولد في نورنبرغ، توفي في بايرويت، عن عمر يناهز 64 عاماً.